# جون ستيفنز (لاعب كرة قدم أمريكية)
جون ستيفنز (بالإنجليزية: John Stephens)‏ هو لاعب كرة قدم أمريكية أمريكي، ولد في 23 فبراير 1966 في شريفبورت في الولايات المتحدة، وتوفي في 1 سبتمبر 2009 في Keithville, Louisiana ‏ في الولايات المتحدة.

## وصلات خارجية
- جون ستيفنز على موقع مرجع كرة القدم المحترفة.كوم (الإنجليزية)